# Edmonton Oilers
Los Edmonton Oilers (en español, Petroleros de Edmonton) son un equipo profesional de hockey sobre hielo de Canadá con sede en Edmonton, Alberta. Compiten en la División Pacífico de la Conferencia Oeste de la National Hockey League (NHL) y disputan sus partidos como locales en el Rogers Place.
El equipo fue fundado en 1972 con el nombre de Alberta Oilers en la World Hockey Association (WHA), aunque un año después adoptaron su denominación actual. En 1979 se unieron a la NHL.
A lo largo de su historia los Oilers han ganado un total de cinco Copas Stanley, siete títulos de conferencia, dos Trofeos de los Presidentes y siete títulos de división.

## Jugadores
Wayne Gretzky ganó el Trofeo Hart como el jugador más valioso en ocho ocasiones con los Oilers. También ha ganado el Trofeo Art Ross siete veces en Edmonton, el honor de ser el máximo goleador (ahora conocido como Trofeo Maurice Richard) 5 veces, y el Trofeo Conn Smythe como mejor jugador de los playoff en dos ocasiones. Gretzky ha establecido muchos records de la liga en los Oilers, incluyendo el de más goles (92), asistencias (163), y puntos (215) en una sola temporada.
Los Oilers también han tenido otros grandes jugadores como Mark Messier, que ganó el Trofeo Hart en 1990 y el Trofeo Conn Smythe en 1984; Paul Coffey, vencedor del Norris Trophy como mejor defensor en 1985 y 1986; Grant Fuhr, vencedor del Trofeo Vezina como mejor guardameta en 1988; Jari Kurri, máximo goleador en 1986 y Bill Ranford, quien ganó el Trofeo Conn Smythe en 1990. Glenn Anderson y Curtis Joseph son otros grandes jugadores de esta franquicia.

### Números retirados
| Números retirados por los Edmonton Oilers |                |        |                      |                       |
| N.º                                       | Jugador        | Puesto | Periodo              | Fecha                 |
| 3                                         | Al Hamilton    | D      | 1972–1980            | 10 de octubre de 1980 |
| 7                                         | Paul Coffey    | D      | 1980–1987            | 18 de octubre de 2005 |
| 9                                         | Glenn Anderson | RW     | 1980-1991, 1995-1996 | 18 de enero de 2009   |
| 11                                        | Mark Messier   | LW     | 1979-1991            | 27 de febrero de 2007 |
| 17                                        | Jari Kurri     | RW     | 1980–1990            | 6 de octubre de 2001  |
| 31                                        | Grant Fuhr     | G      | 1981–1991            | 9 de octubre de 2003  |
| 99                                        | Wayne Gretzky  | C      | 1978-1988            | 1 de octubre de 1999  |

## NHL Trofeos y premios
Stanley Cup
- 1983–84, 1984–85, 1986–87, 1987–88, 1989–90

NHL League Championship*
- 1983-84

* Los Edmonton Oilers ganaron el primer Trofeo de los Presidentes en su lanzamiento en 1985–86
Trofeo de los Presidentes
- 1985–86, 1986–87

WHA League Championship
- 1978-79

Clarence S. Campbell Bowl
- 1982–83, 1983–84, 1984–85, 1986–87, 1987–88, 1989–90, 2005–06.

Trofeo Art Ross
- Wayne Gretzky: 1980–81, 1981–82, 1982–83, 1983–84, 1984–85, 1985–86, 1986–87.

Trofeo Conn Smythe
- Mark Messier: 1983–84
- Wayne Gretzky: 1984-85, 1987-88
- Bill Ranford: 1989-90

Trofeo Hart
- Wayne Gretzky: 1979-80, 1980-81, 1981-82, 1982-83, 1983-84, 1984-85, 1985-86, 1986-87
- Mark Messier: 1989-90
- Connor McDavid: 2016-17

Trofeo Jack Adams
- Glen Sather: 1985-86

Trofeo James Norris
- Paul Coffey: 1984-85, 1985-86

Trofeo King Clancy
- Kevin Lowe: 1989-90

Trofeo Lady Byng
- Wayne Gretzky: 1979-80
- Jari Kurri: 1984-85

Trofeo Lester B. Pearson
- Wayne Gretzky: 1981-82, 1982-83, 1983-84, 1984-85, 1986-87
- Mark Messier: 1989-90

NHL Plus/Minus Award
- Charlie Huddy: 1982-83
- Wayne Gretzky: 1983-84, 1984-85, 1986-87

Trofeo Vezina
- Grant Fuhr: 1987-88